# حلوق هجين
حَلُوق هجين (الاسم العلمي: Nothocissus)، جنس نباتات من فصيلة الكرمية.
ملاحظة:هناك تقرير عن الحلوق الهجين وPterisanthes على أنهما أسماء معلقة من موقع لائحة النباتات، وبالتالي يجب ألا تحتوي على بيانات حتى يتم قبولها رسميًا على أنها شرعية أو تُقدم كمرادفات.

## روابط خارجية
- (بالfr+en) مرجع موسوعة الحياة (EOL) : حلوق هجين